# Teodor Teodorov
Teodor Ivanov Teodorov (en búlgaro: Теодор Теодоров; Elena, 8 de abril de 1859-5 de agosto de 1924) fue un destacado político y experto legal búlgaro que desempeñó el cargo de primer ministro de Bulgaria en la posguerra de la Primera Guerra Mundial.
Teodorov destacó por primera vez por abogar por reformar el sistema legal búlgaro y participó en una comisión formada en 1911 que finalmente produjo la Ley de Justicia Administrativa que sirvió para establecer el Tribunal Supremo.
Se le encargó presidir un gobierno de coalición tras la dimisión de Aleksandar Malinov el 28 de noviembre de 1918 y tuvo que esforzarse por mantener el orden en el país, vencido en la contienda mundial. Se opuso al principio a Alejandro Stamboliski, pero luego tuvo que admitir al dirigente de Unión Popular Agraria en el gabinete. Stamboliski finalmente acabó por sucederlo en el cargo. A partir de entonces, Teodorov no volvió a desempeñar un cargo destacado en la política búlgara.